# Petr Kien
Peter Kien (Varnsdorf, 1 de janeiro de 1949 — Auschwitz, outubro de 1944) foi um artista e poeta tcheco de origem judaica, ativo no campo de concentração de Theresienstadt. Ele morreu aos vinte e cinco anos de idade.

## Formação
O nome de Franz Peter Kien, uma figura de destaque entre os muitos artistas proeminentes presos no gueto de Terezín (Theresienstadt) durante a II Guerra Mundial, é, geralmente, associado com a ópera O Imperador de Atlântida de Viktor Ullmann. Além do libreto de ópera, Kien deixou importantes obras de arte, poesia e peças de teatro.
Kien passou seus primeiros 10 anos de vida em Varnsdorf, uma cidade industrial perto da fronteira tcheco-alemã. Durante os anos que se seguida à crise financeira de 1929 sua família se mudou para Brno. Em 1936, Kien se formou com honras em uma escola superior alemã. O certificado contém notas elevadas refletindo suas notáveis habilidades de escrita e de desenho. No mesmo ano, Kien matriculou-se nas aulas do professor Willy Novak na Academia de Belas Artes em Praga e na escola de design gráfico Officina Pragensis sob a coordenação do professor Hugo Steiner-Prag.
Em 1939, após a imposição das leis racistas, Kien foi expulso da Academia, mas continuou a trabalhar na Officina Pragensis sob a coordenação do professor Jaroslav Švab. Ele começou a ensinar a arte na sinagoga de Vinohrady. Casou-se com Ilse Stranska em 1940: em seguida, tentou emigrar com sua família.
Em dezembro de 1941, Kien foi deportado para Terezín. Mais de mil desenhos, esboços, desenhos e pinturas seus têm origem nos anos pré-Terezín. Suas obras de arte irradiavam a luz, a esperança e o calor. No entanto, seus escritos deste período são trágicos e desesperadores.
Em 16 de outubro de 1944, Kien foi deportado para Auschwitz com seus pais e sua esposa na leva final, ocorrida naquele mês. Ele morreu de doença, logo após sua chegada. Nenhum dos outros sobreviveu.

## Obra

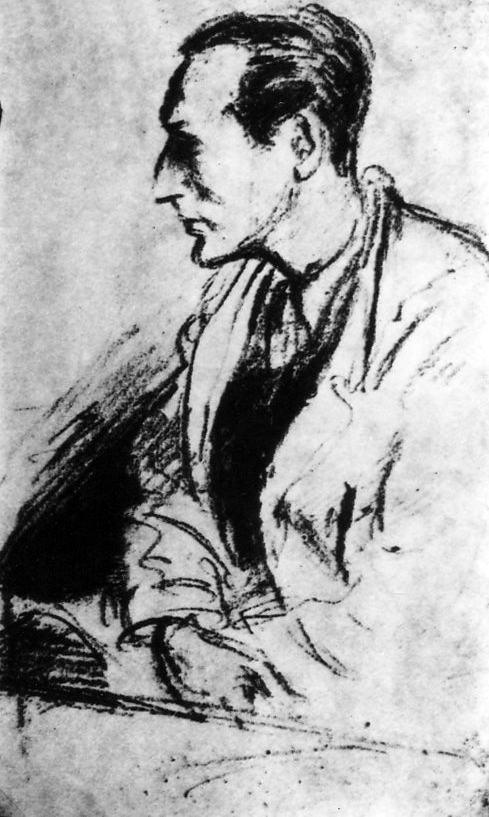
O retrato do também artista Bedřich Fritta feito por Kien

Entre a sua chegada a Terezín, em 1941, e sua deportação para Auschwitz, Kien foi oficialmente o diretor do Escritório de Desenho Técnico Gabinete de Autoadministração Judia. Usando papel furtado, ele esboçou muitas representações das condições de vida no gueto de Terezin. Estas obras estão entre as mais importantes obras que documentam que Terezin foi um campo de concentração, em vez de um assentamento-modelo, tal qual como queriam fazer crer os nazistas para os forasteiros. Suas obras refletem com precisão como seus habitantes eram confinados em condições desumanas e tratados severamente.
Kien também escreveu o libreto para Der Kaiser von Atlantis, de Viktor Ullmann , uma ópera de câmara de um ato que foi composta e ensaiada em Terezin entre 1943 e 1944, mas que nunca foi apresentada ali. Sua primeira apresentação foi feita em 1975 em Amsterdã e depois gravada para a Decca em Leipzig em 1990.   Uma produção da English Touring Opera foi apresentada na Royal Opera House em Londres e passou em turnê pela Inglaterra em 2012. 